# Камский целлюлозно-бумажный комбинат
Камский целлюлозно-бумажный комбинат (КЦБК, целлюлозно-бумажный комбинат «Кама») — предприятие целлюлозно-бумажной промышленности, действующее в городе Краснокамске с 1936 года. В советское время был награждён орденом Трудового Красного знамени и считался одним из крупнейших в отрасли.

## История
Строительство комбината началось в 1929 году государственной проектно-строительной конторой «Бумстрой» в только что основанном поселке Бумстрой (ставшим в 1933 году посёлком городского типа Краснокамск, в 1938 году получившем статус города).
В то время стройку называли «Магниткой бумажной промышленности», поскольку строился крупнейший в Европе бумажный комбинат. Несмотря на трудности строительства, 3 февраля 1936 года произошло одно из ключевых событий для отечественной ЦБП – была выпущена первая бумага на первой советской бумагоделательной машине.
К 1937 году работали 4 бумагоделательные машины, 11 варочных котлов, 12 дефибреров, а также пресспат товарной целлюлозы. В 1940-м году общая выработка бумаги составила 87,6 тысяч тонн, а целлюлозы - 91,3 тысячи тонн.
Великая Отечественная война внесла свои коррективы в производство комбината, поскольку предприятию пришлось принять и в срочном порядке освоить эвакуированное производство полуфабрикатов пороховой целлюлозы, а также начать изготовление оружия для Советской армии. Камский ЦБК внес большой вклад в обеспечение нужд обороны страны. За выполнение заданий по обеспечению нужд обороны, Камскому ЦБК многократно присуждалось, а затем было передано на вечное хранение переходящее знамя Государственного Комитета Обороны.
В 1953 году коллектив инженеров, передовых рабочих, техников ЦБК выполнили 7 важнейших научно-технических разработок, а уже в 1954 году в Краснокамске состоялось совещание сеточников 50 предприятий страны. На этом совещании Камский ЦБК был удостоен звания всесоюзной лаборатории передового опыта.
В 1961 году впервые в СССР освоено производство мелованной бумаги, сеточник комбината Василий Рогачёв, отливший первую партию, стал Героем Социалистического Труда.
1960-70-е годы стали знаковыми для предприятия - на ЦБК полным ходом шла модернизация всего производства, в частности бумагоделательной машины №1. А 1975 год ознаменовался максимальной достигнутой выработкой – 281,1 тысячи тонн бумаги и 242 тысячи тонн целлюлозы, в том числе 79 тысяч тонн товарной целлюлозы.
В 1986 году Камский ЦБК отметил свой полувековой юбилей. Этому событию предшествовала исключительно вдохновенная работа тружеников комбината. В 1985 и 1986 годах комбинат выполнил государственный план по всем показателям.
Слава камских бумажников шагнула далеко за пределы края. Здесь зарождались многие современные тренды – внедрение передовых методов труда и повышение эффективности производства: борьба за наращивание скоростей бумагоделательных машин и максимальный съем продукции с единицы оборудования, движение за комплексную экономию волокна и многое другое. В 1995 году на выставке в Мадриде продукции комбината была присуждена почетная «Золотая звезда».
В начале 2000-х на комбинате началось освоение инновационной технологии получения бумаги на основе сырья лиственных пород древесины. За короткий срок было построено, и в 2011 году успешно введено в эксплуатацию, первое в России импортозамещающее производство по выпуску легкомелованной бумаги (LWC) производительностью 85 000 тонн в год.
В 2021 году к предприятию вновь приковано внимание страны: здесь готовится к пуску одно из самых современных в мире и первое в России производство по выпуску мелованного картона (FBB). Расчетная производительность - 220 000 тонн в год.
Пуск нового производства выведет группу компаний «КАМА» на лидирующие позиции в российской отрасли ЦБП по объему выпуска мелованной продукции – легкомелованной бумаги и мелованного коробочного картона (FBB).